# Фінітизм
Фініти́зм (лат. Finitus — визначений, закінчений) — філософське та філософо-математичне вчення, що заперечує поняття нескінченного та затверджує, що нескінченність не має місця ні у Всесвіті, ні в мікросвіті, ні в людському мисленні. Фінітизм передбачає, що Всесвіт кінцевий та має певні розміри. Мікросвіт також має межі подільності (див. Атомізм). Філософське вчення було широко популярним в Стародавньому світі та Середньовіччі до наукових робіт Миколи Коперника.
Також, Фінітизм — це різновид загальної теорії філософії математики, яка приймає існування лише кінцевих математичних об'єктів. На відміну від головної течії філософії математики, де нескінечні математичні об'єкти (наприклад, нескінченні множини) приймаються як закономірні. Хоча всі натуральні числа прийняті як існуючі, безліч всіх натуральних чисел не розглядається як математичний об'єкт. Тому кількісне визначення на нескінченних областях не вважається значущим. Математична теорія, що часто асоціюється з фінітизмом — примітивна рекурсивна арифметика (англ. Primitive recursive arithmetic) Туралфа Скулема.
При дослідженнях формальних систем в метаматематиці фінітизм означає використання лише таких методів, які вільні від неясностей та сумнівів.
Подальшим розвитком фінітизму в математиці є ультрафінітизм. Варіантом поняття є темпоральний фінітизм.